# الحافة (مسلسل)
الحافة (بالانجليزية: The Brink) مُسلسل كوميدي أمريكي من تأليف الأخوين روبيرتو وكيم بينابيب. يتمحور المُسلسل حول المشاكل السياسية في باكستان. وقيل بأن المُسلسل سيبحث مشكلة سياسية في منطقة مختلفة كل موسم متمحوراً على الشخصيات ذاتها. كتب الأخوين بينابيب الحلقة الأولى وأخرجها جاي روتش. بدأ بث المُسلسل في 21 يونيو، 2015، على قناة هوم بوكس أوفيس. جُدد مُسلسل الحافة لِموسم ثاني أثناء عرض الموسم الأول، بعدها ألغت هوم بوكس أوفيس المُسلسل عند انتهاء الموسم الأول.

## الممثلين والشخصيات

### الممثلين الرئيسيين
- جاك بلاك بدور آلكس تالبوت، ضابط علاقات خارجية بالسفارة الأمريكية في إسلام آباد.
- تيم روبنز بدور والتر لارسن وزير الخارجية الأمريكي.
- بابلو شريبر بدور زيك «زي-باك» تلسن طيار أمريكي.
- آصف مندوي بدور رفيق مسعود، موظف باكستاني بالسفارة الأمريكية.
- ماريبث مونرو بدور كندرا بيترسن مساعدة والتر.
- ايريك لادن بدور جلين «جامر» تايلور طيار مساعد لزيك.
- جيوف بيرسن بدور بيرس جراي وزير الدفاع الأمريكي.
- ايساي موراليس بدور جوليان نافارو رئيس الولايات المتحدة الامريكية.

### شخصيات متكررة الظهور
- ميمي كينيدي بدور مدير الاستخبارات الامريكية.
- جايمي الكسندر بدور جيل سويت.
- ميلاين تشاندرا بدور فريدة مسعود اخت رفيق الصغرى.
- ماري فابير بدور آشلي، طليقة زيك.
- ميرا سيال بدور نعيمة ام رفيق.
- جوي مارتن بدور القبطان ستيفنس.
- كارلا جوجينو بدور جوان لارسن زوجة والتر لارسن.
- جون لاروكيت بدور روبرت كيتردج السفير الأمريكي في باكستان.
- ركس لن بدور الادميرال مكبرايد.
- إقبال طبا بدور الجنرال عمر زمان.
- روب برايدن بدور مارتن.
- ميشيل جوميز بدور فانيسا.
- برنارد وايت بدور الجنرال هارون راجا.
- آيريس بار بدور تاليا ليفي وزيرة الخارجية الإسرائيلية.

## الحلقات
| تسلسل | عنوان الحلقة              | إخراج          | كتابة                             | تاريخ العرض    | عدد المشاهدين (مليون) |
| ----- | ------------------------- | -------------- | --------------------------------- | -------------- | --------------------- |
| 1     | "الحلقة التجريبية"        | جاي روتش       | روبيرتو وكيم بينابيب              | 21 يونيو، 2015 | 1.60                  |
| 2     | "نصف مطبوخ"               | تيم روبنز      | روبيرتو وكيم بينابيب              | 28 يونيو، 2015 | 1.26                  |
| 3     | "بغداد؟؟؟؟"               | جون بول        | روبيرتو وكيم بينابيب              | 5 يوليو، 2015  | 1.17                  |
| 4     | "لن اكون باتمان"          | مايكل ليمان    | دايف هولستن                       | 12 يوليو، 2015 | 0.99                  |
| 5     | "اسبح، شمولي، اسبح"       | جاي مايكل مورو | جاك كوكودا                        | 19 يوليو، 2015 | 1.06                  |
| 6     | "تويت تويت تويت"          | مايكل ليمان    | سام فورمان                        | 26 يوليو، 2015 | 0.97                  |
| 7     | "الباب الصغير اللزج"      | سكوت وينان     | آصف مندوي                         | 2 اغسطس، 2015  | 1.00                  |
| 8     | "هوز غروفر كليفلاند"      | مايكل ليمان    | ويس جونز                          | 9 اغسطس، 2015  | 0.89                  |
| 9     | "مجرد نقاشاً مجنوناً صغيراً" | آدم بيرنستين   | روبيرتو وكيم بينابيب، دايف هولستن | 16 اغسطس، 2015 | 0.94                  |
| 10    | "ستكون هناك عواقب"        | مايكل ليمان    | روبيرتو وكيم بينابيب، دايف هولستن | 23 اغسطس، 2015 | 0.87                  |

## تقييم النقاد
حصل مسلسل الحافة على تقييم 54% من موقع الطماطم الفاسدة. كما حصل على تقييم 52 من 100 من موقع ميتاكريتيك. كما اعطت ناقدة موقع «آي جي إن» آمبر دولنج الموسم الأول تقييم 8.0 من 10.

## البث العالمي
في أستراليا بث المسلسل في 7 يوليو، 2015 على قناة شوكيس. وفي الهند وباكستان على قناة «أتش بي أو ديفايند» في 22 يونيو، 2015. وفي العراق والشرق الاوسط بُث المسلسل على شبكة أوربت شوتايم في 11 نوفمبر، 2015.

## وصلات خارجية
- الموقع الرسمي
- ذا برنك على موقع IMDb (الإنجليزية)
- ذا برنك على موقع ميتاكريتيك (الإنجليزية)
- ذا برنك على موقع روتن توميتوز (الإنجليزية)
- ذا برنك على موقع كينوبويسك (الروسية)
- ذا برنك على موقع ألو سيني (الفرنسية)
- ذا برنك على موقع قاعدة بيانات الفيلم (الإنجليزية)